# Astragalus spinosus
Astragalus spinosus là một loài thực vật có hoa trong họ Đậu. Loài này được (Forssk.) Muschl. miêu tả khoa học đầu tiên.